# Лунка (Видра)
Лунка (рум. Lunca) насеље је у Румунији у округу Алба у општини Видра. Oпштина се налази на надморској висини од 637 m.

## Становништво
Према подацима из 2011. године у насељу је живело 62 становника.